# Federico Medina
Federico Tomás Medina (Lomas de Zamora, 16 febbraio 2004) è un calciatore argentino, centrocampista del Cerro Largo in prestito dal Banfield.

## Carriera
È cresciuto nel settore giovanile del Banfield, con cui ha firmato il primo contratto professionistico il 25 marzo 2024. Ha debuttato in prima squadra il 26 maggio seguente, nell'incontro di Primera División perso 3-0 contro il Gimnasia (LP).
Il 18 dicembre è stato ceduto in prestito per una stagione al Cerro Largo, club della prima divisione uruguaiana.

## Statistiche

### Presenze e reti nei club
Statistiche aggiornate al 18 marzo 2025.
| Stagione        | Squadra         | Campionato      | Campionato | Campionato | Coppe nazionali | Coppe nazionali | Coppe nazionali | Coppe continentali | Coppe continentali | Coppe continentali | Altre coppe | Altre coppe | Altre coppe | Totale | Totale | Totale |
| Stagione        | Squadra         | Comp            | Pres       | Reti       | Comp            | Pres            | Reti            | Comp               | Pres               | Reti               | Comp        | Pres        | Reti        | Pres   | Reti   |        |
| --------------- | --------------- | --------------- | ---------- | ---------- | --------------- | --------------- | --------------- | ------------------ | ------------------ | ------------------ | ----------- | ----------- | ----------- | ------ | ------ | ------ |
| 2024            | Banfield        | PD              | 1          | 0          | CA+CdL          | 0               | 0               | -                  | -                  | -                  | -           | -           | -           | 1      | 0      |        |
| 2025            | Cerro Largo     | PD              | 6          | 0          | CU              | 0               | 0               | CS                 | 1                  | 0                  | -           | -           | -           | 7      | 0      |        |
| Totale carriera | Totale carriera | Totale carriera | 7          | 0          |                 | 0               | 0               |                    | 1                  | 0                  |             | -           | -           | 8      | 0      |        |